# Syndrome du savant
Pour les articles homonymes, voir Savant.
 Mise en garde médicale
Le syndrome du savant, également appelé savantisme, n'est pas un diagnostic médicalement reconnu, mais le psychiatre américain Darold Treffert le définit comme un syndrome rare dans lequel les personnes avec des troubles du développement et des troubles du spectre de l'autisme ont un ou plusieurs domaines de compétence, de capacité ou d'excellence qui sont en contraste avec les limitations d'ensemble de l'individu. D'après Treffert, ce syndrome peut être génétique ou acquis.
D'après Darold Treffert, environ la moitié des personnes avec le syndrome du savant sont autistes, tandis que l'autre moitié a un autre trouble du développement, un retard mental, une lésion ou une maladie cérébrale. Il dit que « tous les autistes n'ont pas le syndrome du savant et toutes les personnes souffrant du syndrome du savant ne sont pas autistes ». D'autres chercheurs déclarent que les traits autistiques et les habiletés du savant peuvent être liés, ou ont contesté certaines des premières conclusions sur le syndrome du savant, jugeant qu'il s'agissait de « ouï-dire, non corroborés par un examen minutieux indépendant ».
Bien que ce soit encore plus rare que le syndrome du savant à proprement parler, il arrive que certains « savants » ne présentent pas d'autres anomalies apparentes que leurs capacités exceptionnelles. Cela ne veut pas dire que ces capacités n'ont pas été déclenchées par une quelconque déficience cérébrale, mais cela tempère la théorie selon laquelle toutes les personnes atteintes du syndrome du savant sont infirmes et signifie qu'un compromis est nécessaire (voir les savants prodigieux ci-dessous).

## Caractéristiques
Selon Treffert, un point commun que partagent quasiment tous les « savants » est une mémoire prodigieuse d'un type spécial, une mémoire qu'il décrit comme « très profonde, mais extrêmement étroite ». Étroite dans le sens qu'ils sont capables de se souvenir mais qu'il leur est difficile de mettre leurs souvenirs en pratique.

## Causes
Des compétences de type « savant » peuvent être latentes en chacun de nous et ont été stimulées chez des personnes neurotypiques (c'est-à-dire presentant une organisation neuronale « habituelle ») en envoyant des impulsions magnétiques de basse fréquence dans le lobe fronto-temporal gauche du cerveau. Cela aurait pour effet de rendre cette zone inactive et de permettre de traiter plus directement, dans d'autres parties du cerveau, des tâches de type « savant », dont le calcul rapide.

## Mécanisme
Le syndrome du savant est mal compris. Aucune théorie cognitive largement admise n'explique cette combinaison du talent avec les déficiences du savant. On a suggéré que les autistes n'étaient pas objectifs quant à des traitements concentrés sur des détails et que ce style cognitif prédispose à la fois les autistes et les personnes neurotypiques à des compétences de « savant ». Une autre hypothèse serait que l'hyper-systématisation prédispose à présenter des talents naturels, où l'hyper-systématisation est un état extrême dans la théorie empathisation-systémisation qui classe les personnes selon leur aptitude à compatir avec les autres d'une part, et des comportements de systématisation concernant le monde extérieur d'autre part, et que l'attention portée sur des détails que l'on retrouve chez de nombreux « savants » est la conséquence d'une meilleure perception ou d'une hypersensibilité sensorielle chez les autistes,. On a également suggéré que les « savants » accèdent directement à des informations de bas niveau et moins traitées qui sont présentes dans tous les cerveaux humains mais qui ne sont pas accessibles à la conscience.
Le syndrome du savant est six fois plus fréquent chez l'homme que chez la femme, et cette différence ne s'explique pas entièrement par une plus forte proportion d'hommes chez les autistes. Ceci a amené à suggérer que l'hypothèse de Geschwind–Galaburda (en) s'applique au syndrome du savant où à la fois le syndrome et les lésions cérébrales s'avèrent congénitales. Le lien avec les fonctions langagières est étudié.

### Processus d'attention sélective
Une dysfonction attentionnelle a été observée chez les patients, ne correspondant pas à une inaptitude à détecter les stimuli extérieurs (négligence) mais plutôt en un délai dans la réponse à un stimulus excessif ou répété. Le délai nécessaire avant de passer d'un stimulus à un autre a été appelé période psychologique réfractaire. Il semble en effet y avoir un caractère réfractaire dans la manière dont un savant désengage les processus centraux de l'attention avant de permettre à des processus périphériques d'advenir.
En d'autres termes, une fois en état d'alerte, mais avant que le processus d'attention soit engagé, toute cible d'intensité suffisante possède la propriété de retenir l'attention ; cependant, une fois le système attentionnel engagé, la détection d'autres stimuli requiert qu'un stimulus ait assez d'intensité ou de signification afin de détourner l'attention du stimulus d'origine, vers le nouveau.

## Épidémiologie
D'après Treffert :
- un autiste sur dix a des compétences de « savant » ;
- 50 % des « savants » sont autistes ; les 50 % restants ont souvent un retard mental, des lésions ou des maladies mentales ;
- les « savants » masculins sont six fois plus nombreux que les « savants » féminins.

Une étude britannique de 2009 sur 137 personnes autistes a montré que 28 % d'entre elles satisfaisaient aux critères de compétences de « savant », c'est-à-dire une compétence ou une capacité « à un niveau qui serait inhabituel même pour des personnes normales » ; l'étude indique que ce chiffre est probablement sous-estimé, et que la proportion réelle serait d'au moins un autiste sur trois.
Certaines personnes développeraient un syndrome du savant acquis à la suite d'un traumatisme crânien.

## Histoire
Selon Treffert, le terme de « savant idiot » a été utilisé pour la première fois pour décrire ce syndrome en 1887 par John Langdon-Down, connu pour la description du syndrome de Down. À la fin du XIXe et au début du XXe siècle, « idiot » était un terme scientifique acceptable pour qualifier une personne dont le QI était inférieur à 20. Le terme de « savant idiot » fut plus tard considéré comme inapproprié du fait que presque tous les cas rapportés depuis cette époque apparaissaient chez des personnes ayant un QI supérieur à 40. Le terme de « savant autiste » était également utilisé pendant cette période comme diagnostic de ce trouble. Tout comme « savant idiot », le terme de « savant autiste » fut ensuite considéré comme inapproprié car seulement la moitié des personnes diagnostiquées à l'époque comme ayant le syndrome du savant étaient autistes.
Après la prise de conscience de la nécessité de précision dans le diagnostic ainsi que de dignité envers le patient, le terme de « syndrome du savant » devint communément admis.

## Société et culture
Kim Peek a inspiré le personnage du film de fiction Rain Man de 1988,, bien qu'il ne soit pas autiste.
Forrest Gump tiré du film homonyme (lui même inspiré d'un roman) en 1994 est un personnage qui laisse apparaître les traits du syndrome du savant.
L'acteur Joo Won joue le rôle de Park Shi-On dans le drama sud-coréen Good Doctor, un chirurgien ayant le syndrome du savant et également autiste. Dans le remake américain de Good Doctor, le docteur Shaun Murphy est également atteint du syndrome du savant.
Le personnage de Sheldon Cooper, dans le série The Big Bang Theory a aussi une mémoire éidétique et des altérations des comportements sociaux.

## Savants prodigieux
Selon Treffert, il faut distinguer entre les savants talentueux et les savants prodigieux. Le savant talentueux est une personne ayant des capacités remarquables par rapport à son trouble mental (dans certains domaines, il peut égaler les personnes normales). Le savant prodigieux est une personne ayant un trouble mental, dont le niveau de compétences en fait un prodige, ou quelqu'un d'exceptionnellement doué, même par rapport aux personnes dites normales. Leurs capacités phénoménales ou géniales surpassent donc celles des meilleures personnes n'ayant aucun trouble ou handicap mental.

### Types de prodiges
Les capacités phénoménales peuvent être : des capacités mathématiques dont le calcul éclair, des capacités mnémotechniques dont la mémoire photographique, des capacités artistiques (graphisme, dessin, musique), ou d'autres talents extraordinaires comme le calcul de calendrier, les perceptions sensorielles, etc.
Le trait le plus habituel de ces savants prodigieux est leur capacité mnémotechnique, un bon nombre ayant une mémoire eidétique (ou photographique) : par exemple, répéter mot à mot le contenu d'un journal. Les calculateurs de calendrier sont capables de donner le jour de semaine de n'importe quelle date. Des aveugles avec retard mental peuvent répéter au piano n'importe quel morceau de musique, à l'endroit et à l'envers ; ou répéter un long discours d'une langue inconnue pour eux, sans perdre une syllabe.
D'autres développent une mémoire spatiale de type cartographique, ou des perceptions « extrasensorielles » comme la mesure visuelle (donner par la seule vue les dimensions exactes d'un objet), un sens renforcé du toucher ou de l'odorat, ou encore la parfaite appréciation des durées ou du temps qui passe, sans l'aide d'aucun instrument enregistreur ou de mesure.

### Liste de savants prodigieux
Ces savants prodigieux sont extrêmement rares, avec moins de cent cas rapportés en plus d'un siècle d'écrits sur le sujet. Treffert, le chercheur à la pointe de l'étude du syndrome du savant, estime que de tels individus vivant dans le monde aujourd'hui seraient moins de cinquante. Le site internet de la Wisconsin Medical Society énumère 29 profils de « savants ». Darold Treffert est l'ancien président de cette société.
L'individu qui suit n'est pas autiste mais présente des troubles de savant prodigieux :
- Kim Peek, calculateur doté d'une mémoire éidétique.

Les personnes suivantes ne sont pas autistes, mais ont développé un syndrome du savant acquis.
- Derek Amato, formateur en entreprise, après une forte commotion cérébrale en 2006, devint compositeur et pianiste[18].
- Tony Cicoria (en), chirurgien orthopédiste, fut frappé par la foudre en 1994. À la suite de son accident, il écrivit une pièce pour piano (Fantasia : la sonate de la foudre, opus 1), lui qui était auparavant un adepte de rock.
- Alonzo Clemons, sculpteur sur argile américain particulièrement doué pour représenter les animaux[19].
- Tommy McHug (en) (1949-2012), entrepreneur devenu poète, peintre et sculpteur à la suite d'une hémorragie cérébrale.
- Jason Padgett, après avoir été passé à tabac dans un bar à karaoké, consacra tout son temps à étudier les mathématiques et la physique, et se mit à visualiser et dessiner des fractales ; il est le co-auteur, avec Maureen Ann Seaberg, du livre Struck by Genius: How a brain Injury Made Me a Mathematical Marvel (2014)[20].
- Orlando Serrell devenu hypermnésique en 1979, à dix ans, après avoir reçu sur le côté gauche de la tête une balle de baseball.

Les individus qui suivent sont considérés comme figurant dans le spectre autistique doté de capacités hors du commun.
- Daniel Tammet, anglais considéré comme autiste savant (synesthète avec les nombres, le langage et la mémoire)[4],[21].
- Tony DeBlois, musicien américain aveugle[22].
- Leslie Lemke, musicien américain aveugle[13].
- Nadia Chomyn, dessinatrice prodige dans la petite enfance[23].
- Jonathan Lerman, artiste américain[24],[25].
- Thristan Mendoza, philippin prodige de marimba[26].
- Derek Paravicini, musicien britannique aveugle[27],[28].
- Gilles Tréhin, artiste, écrivain.
- James Henry Pullen, charpentier britannique doué[29],[30].
- Matt Savage, autiste, jazzman prodige américain[31],[32].
- Henrietta Fajcsák, autiste et savante hongroise, poète, artiste et écrivaine[33].
- Stephen Wiltshire, artiste architectural britannique[34].
- Richard Wawro, artiste britannique[13].
- Robbie Newton, dramaturge écossais avec syndrome d'Asperger.
- George et Charles Fin, jumeaux calculateurs spécialistes du calcul calendaire[35],[36].
- Flo et Kay, jumeaux calculateurs spécialistes du calcul calendaire, vedettes dans un documentaire produit par TV network TLC intitulé « Twin Savants: Flo & Kay »[37].
- Aleksander Vinter, alias « Savant », compositeur de musique électronique norvégien.
- Rüdiger Gamm, mathématicien allemand et calculateur prodige.
- Kiyoshi Yamashita, peintre japonais.

## Syndrome de Williams
Certains cas de syndrome de Williams montrent une affinité particulière pour les rythmes et l'expression lyrique des émotions et ont été qualifiés de savants. Bien que la capacité attentionnelle de ces personnes soit éphémère, elles peuvent passer des heures à écouter ou produire de la musique. Un taux élevé d'oreille absolue existe dans cette population. Un garçon atteint de ce syndrome était capable de synchroniser des rythmes différents (un pour chaque main) dans le même espace de temps .
Gloria Lenhoff est une chanteuse soprano atteinte du syndrome de Williams. Elle est capable de chanter plus de 2 500 airs, en 25 langues différentes, avec un accent rapporté comme étant parfait, et possède aussi l'oreille absolue. Son QI rapporté est d'environ 55, et elle ne peut pas réaliser une opération arithmétique de base.